# Cyberterroryzm
Cyberterroryzm – neologizm opisujący dokonywanie aktów terroru przy pomocy zdobyczy technologii informacyjnej. Ma na celu wyrządzenie szkody z pobudek politycznych lub ideologicznych, zwłaszcza w odniesieniu do infrastruktury o istotnym znaczeniu dla gospodarki lub obronności atakowanego kraju. Polega na celowym zakłóceniu interaktywnego, zorganizowanego obiegu informacji w cyberprzestrzeni. Do tego typu działań można też zaliczyć działania hakerskie i inne działania z wykorzystaniem cyberprzestrzeni mające na celu wywołanie strachu, demonstrację władzy czy szantaż społeczeństwa, organizacji lub rządów. Zdaniem amerykańskich agencji rządowych takich jak FBI czy CIA tego typu działania przestępcze są dziełem m.in. grup terrorystycznych, które dążą do wykrycia potencjalnych luk w systemach bezpieczeństwa.
Pojęcie cyberterroryzmu jest obiektem publicznego zainteresowania przynajmniej od lat 80. XX w., a spekulacje jego dotyczące znacznie nasiliły się po zamachach 11 września 2001. Jako typowe cele ataków przywoływane są systemy kontroli lotów, infrastruktura bankowa, elektrownie czy systemy dostarczania wody.
Uznaje się, że termin cyberterroryzm powstał w roku 1997 za sprawą naukowca z Instytutu Bezpieczeństwa i Wywiadu (Institute for Security and Intelligence) w Kalifornii, Barry’ego C. Collina, który zdefiniował to jako połączenie cybernetyki i terroryzmu.

## Program ochrony cyberprzestrzeni RP
Prace nad dokumentem Program ochrony cyberprzestrzeni RP na lata 2009–2011 zostały zainicjowane przez Agencję Bezpieczeństwa Wewnętrznego i Ministerstwo Spraw Wewnętrznych i Administracji w związku z narastającymi na świecie zagrożeniami w obszarze szeroko pojętej teleinformatyki.
„Mówi się o sile wodnego żywiołu podczas powodzi, o trąbach powietrznych, o trzęsieniach ziemi, o pożarach. Na walce z żywiołami oparta jest strategia zarządzania kryzysowego w każdym kraju. Ale współcześnie pojawił się nowy żywioł, nieznany starożytnym – cyberprzestrzeń. Jak nad nią zapanować? Jak ją utrzymać w karbach? Jak zminimalizować skutki katastrof wywołanych w przestrzeni wirtualnej światowych gospodarek i ataków na infrastrukturę krytyczną począwszy od ujęć wody poprzez sieci energetyczne i telekomunikacyjne aż po systemy finansowe?” – zastanawia się Sławomir Kisieliński omawiając założenia programu ochrony cyberprzestrzeni.
W przypadku Polski, potrzeba kompleksowego zsynchronizowanego przeciwdziałania powyższym zagrożeniom stała się priorytetem z uwagi na wdrażanie wielu rozwiązań teleinformatycznych typowych dla nowoczesnego społeczeństwa informacyjnego.
Dzięki między innymi aktywizacji wykorzystania środków unijnych, nie tylko rozwinięto wewnętrzne systemy informatyczne administracji publicznej wspierające procesy związane z zarządzaniem państwem i jego bezpieczeństwem, ale udostępniono także usługi świadczone drogą elektroniczną dla obywateli i firm prawnych, takie jak ePUAP, e-Deklaracje. Zwiększyła się dostępność tego typu usług udostępnianych przez podmioty komercyjne.
Przenoszone w obszar teleinformatyki są procesy istotne dla prawidłowego funkcjonowania państwa i społeczeństwa. Rodzi to potrzebę pilnego stworzenia programu koordynującego na poziomie państwa ochronę jego zasobów w cyberprzestrzeni, tak aby funkcjonowanie państwa i życie Polaków nie zostało zakłócone czy sparaliżowane jak w Estonii.
Opracowany w MSWiA i ABW, zawiera założenia działań o charakterze prawno-organizacyjnym, technicznym i edukacyjnym, których celem jest zwiększenie zdolności do zapobiegania i zwalczania cyberterroryzmu oraz innych pochodzących z publicznych sieci teleinformatycznych zagrożeń dla bezpieczeństwa państwa.
Do korzyści z zatwierdzenia programu mają należeć:
- zwiększenie poziomu bezpieczeństwa krytycznej infrastruktury teleinformatycznej państwa skutkujące zwiększeniem poziomu odporności państwa na ataki cyberterrorystyczne;

- stworzenie i realizacja spójnej dla wszystkich zaangażowanych podmiotów administracji publicznej oraz innych współstanowiących krytyczną infrastrukturę teleinformatyczną państwa polityki dotyczącej bezpieczeństwa cyberprzestrzeni;

- zmniejszenie skutków ataków cyberterrorystycznych, a przez to kosztów usuwania ich następstw;

- stworzenie trwałego systemu koordynacji i wymiany informacji pomiędzy publicznymi i prywatnymi podmiotami odpowiedzialnymi za zapewnianie bezpieczeństwa cyberprzestrzeni państwa oraz władającymi zasobami stanowiącymi krytyczną infrastrukturę teleinformatyczną państwa;

- zwiększenie kompetencji odnośnie do bezpieczeństwa cyberprzestrzeni podmiotów zaangażowanych w ochronę krytycznej infrastruktury teleinformatycznej państwa oraz innych systemów i sieci administracji publicznej;

- zwiększenie świadomości użytkowników systemów dostępnych elektronicznie i sieci teleinformatycznych w zakresie metod i środków bezpieczeństwa.

Program ochrony cyberprzestrzeni jest pierwszym tego typu dokumentem w Polsce i ma na celu zainicjowanie działań, które pozwolą stworzyć jedną spójną strategię ochrony cyberprzestrzeni RP na najbliższe lata, będącą elementem składowym budowy szerokiej strategii bezpieczeństwa państwa.
Wraz ze wzrostem ilości informacji i usług przenoszonych do Internetu i innych sieci informatycznych wzrasta również zagrożenie ataku mającego na celu ich zniszczenie lub uniemożliwienie dostępu do nich. Atak ten może być zainicjowany z dowolnego miejsca na świecie. Budowana w ostatnich latach polska strategia przeciwdziałania takim atakom może pozwolić ich uniknąć lub choć zminimalizować ich skutki.